# Listrognathus helveticae
Listrognathus helveticae là một loài tò vò trong họ Ichneumonidae.